# Simon Stadler
Simon Stadler (Heidelberg, 20 luglio 1983) è un ex tennista tedesco.

## Carriera
Specialista del doppio, ha vinto in carriera un titolo dell'ATP Tour  allo Swedish Open 2013 in coppia con Nicholas Monroe e si è spinto fino al 52º posto del ranking ATP nel febbraio 2014. In coppia con Monroe ha disputato altre due finali ATP. Sempre in doppio non ha mai superato il secondo turno nei tornei del Grande Slam e ha vinto diciassette tornei del circuito Challenger e cinque del circuito Futures.
In singolare ha vinto solo quattro tornei Futures e non è andato oltre la 140ª posizione del febbraio 2009. Nel 2008 ha superato le qualificazioni in singolare a Wimbledon e si è spinto fino al terzo turno con i successi sulla testa di serie numero 18 Ivo Karlović e su Thomaz Bellucci, prima di venire sconfitto da Marcos Baghdatis in tre set.
Tra gli juniores ha vinto il prestigioso Orange Bowl del 2001 in coppia con Philipp Petzschner e quell'anno si è spinto fino al 14º posto nel ranking mondiale di categoria.

## Statistiche

### Doppio

#### Vittorie (1)
| Legenda                   |
| Grande Slam (0)           |
| ATP World Tour Finals (0) |
| ATP Masters 1000 (0)      |
| ATP World Tour 500 (0)    |
| ATP World Tour 250 (1)    |

| N. | Data           | Torneo               | Superficie  | Compagno        | Avversari in finale                 | Punteggio        |
| 1. | 14 luglio 2013 | Swedish Open, Båstad | Terra rossa | Nicholas Monroe | Albert Ramos Viñolas Carlos Berlocq | 6-2, 3-6, [10-3] |

#### Finali perse (2)
| Legenda                   |
| Grande Slam (0)           |
| ATP World Tour Finals (0) |
| ATP Masters 1000 (0)      |
| ATP World Tour 500 (0)    |
| ATP World Tour 250 (2)    |

| N. | Data             | Torneo                                  | Superficie  | Compagno        | Avversari in finale          | Punteggio        |
| 1. | 24 febbraio 2013 | Argentina Open, Buenos Aires, Argentina | Terra rossa | Nicholas Monroe | Simone Bolelli Fabio Fognini | 3-6, 2-6         |
| 2. | 27 luglio 2013   | Croatia Open Umag, Umago                | Terra rossa | Nicholas Monroe | Martin Kližan David Marrero  | 1-6, 7-5, [7-10] |

### Tornei minori

#### Singolare

##### Vittorie (4)
| Legenda singolare |
| Challengers (0)   |
| Futures (4)       |

| N. | Data           | Torneo                      | Superficie  | Sfidante in finale   | Punteggio        |
| 1. | 9 maggio 2005  | Thailand F2, Phuket         | Cemento     | Suwandi Suwandi      | 6-3, 6-2         |
| 2. | 24 maggio 2005 | Japan F4, Fukuoka           | Cemento     | Phillip King         | 7–6(6), 6-4      |
| 3. | 15 agosto 2005 | Lithuania F2, Vilnius       | Terra rossa | Trystan Meniane      | 4-6, 7-5, 6-0    |
| 4. | 9 maggio 2006  | Great Britain F8, Edimburgo | Terra rossa | Melvyn Op Der Heijde | 3-6, 7–6(4), 6-4 |

#### Doppio

##### Vittorie (10)
| Legenda doppio  |
| Challengers (8) |
| Futures (2)     |

| N.  | Data             | Torneo                                        | Superficie      | Compagno           | Avversari in finale                     | Punteggio              |
| 1.  | 2 agosto 2005    | Mordovia Cup, Saransk                         | Terra rossa     | Flavio Cipolla     | Konstantin Kravčuk Aleksandr Kudrjavcev | 7–6(2), 4-6, 7–6(3)    |
| 2.  | 9 maggio 2006    | Great Britain F8, Edimburgo                   | Terra rossa     | Joseph Sirianni    | Andrew Kennaugh Tom Rushby              | 6-2, 3-6, 6-2          |
| 3.  | 4 settembre 2007 | Alexander Kolyaskin Memorial, Donec'k         | Cemento         | Philipp Petzschner | Patrick Briaud Nicholas Monroe          | 3-6, 7-5, [10-6]       |
| 4.  | 30 marzo 2009    | Saint-Brieuc Challenger, Saint-Brieuc         | Terra rossa (i) | David Martin       | Peter Luczak Joseph Sirianni            | 6-3, 6-2               |
| 5.  | 19 ottobre 2009  | Calabasas Pro Tennis Championships, Calabasas | Cemento         | Santiago González  | Treat Conrad Huey Harsh Mankad          | 6-2, 5-7, [10-4]       |
| 6.  | 26 aprile 2010   | Aegean Tennis Cup, Rodi                       | Cemento         | Dustin Brown       | Jonathan Marray Jamie Murray            | 7–6(4), 6(4)–7, [10-7] |
| 7.  | 21 febbraio 2011 | Wolfsburg Challenger, Wolfsburg               | Sintetico (i)   | Matthias Bachinger | Dominik Meffert Frederik Nielsen        | 3-6, 7–6(3), [10-7]    |
| 8.  | 7 marzo 2011     | All Japan Indoor Tennis Championships, Kyoto  | Sintetico (i)   | Dominik Meffert    | Andre Begemann James Lemke              | 7-5, 2-6, [10-7]       |
| 9.  | 18 aprile 2011   | Tennis Napoli Cup, Napoli                     | Terra rossa     | Travis Rettenmaier | Travis Parrott Andreas Siljeström       | 6-4, 6-4               |
| 10. | 22 gennaio 2012  | Germany F2, Stoccarda                         | Cemento         | Marius Copil       | Kevin Krawietz Marcel Zimmermann        | 6-1, 6-2               |